# Альтдорф (Нижня Баварія)
Альтдорф (нім. Altdorf) — громада в Німеччині, знаходиться в землі Баварія. Підпорядковується адміністративному округу Нижня Баварія. Входить до складу району Ландсгут.
Площа — 23,05 км2. Населення становить 11 174 ос. (станом на 31 грудня 2020).